# Junta de vecinos

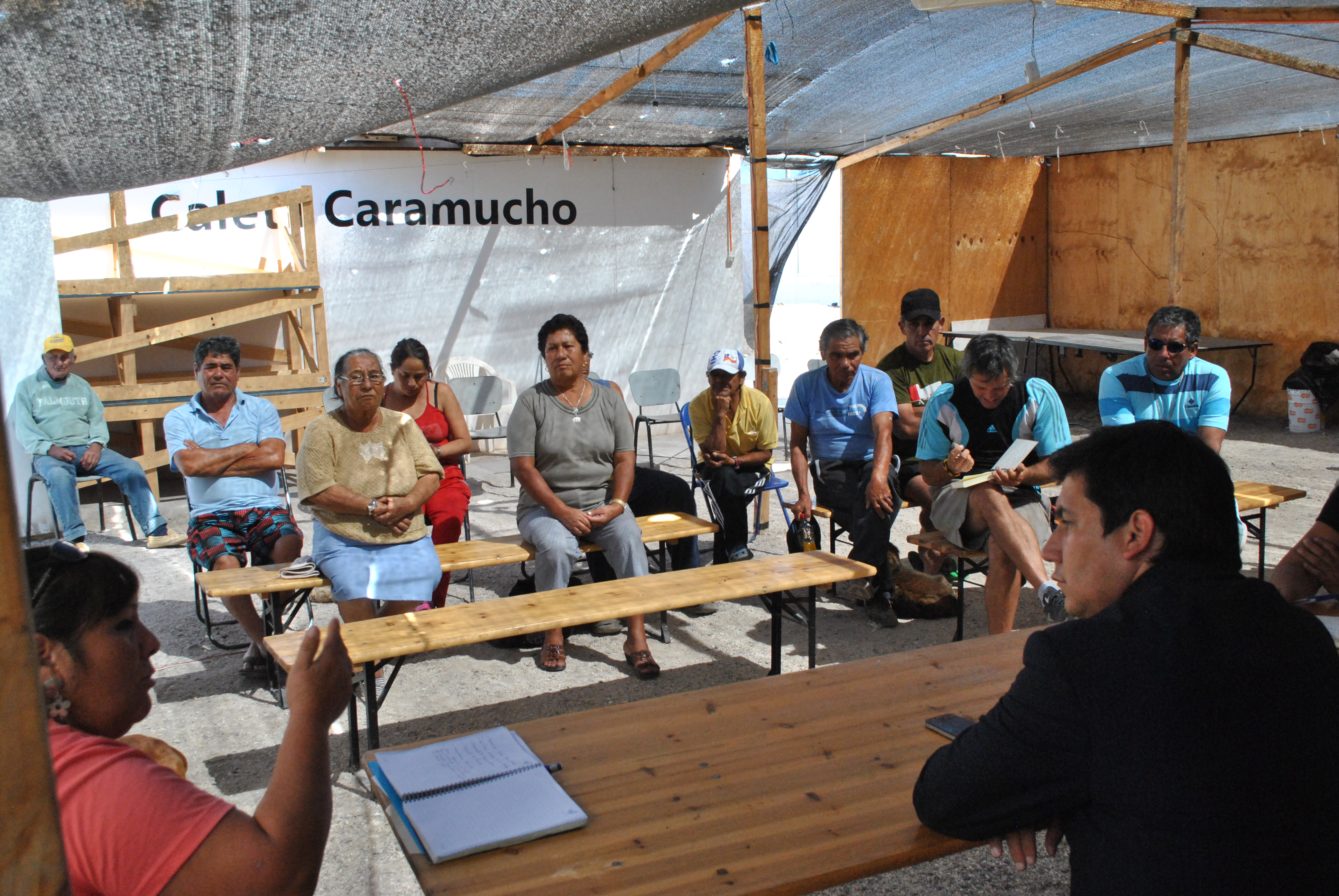
Reunión de una junta de vecinos en Iquique, Chile.

Una junta de vecinos es una organización comunitaria de carácter territorial, representativas de las personas que residen en un mismo barrio, y cuyo objeto es promover el desarrollo de la comunidad, defender los intereses y velar por los derechos de los vecinos.

## En la España del antiguo régimen
Según José Marcos Medina Bustos:

A pesar de que no existe una amplia normatividad acerca de las juntas de vecinos, su ejercicio recurrente sugiere que se consideraba de conocimiento público su existencia, funcionamiento y capacidad para representar a los vecinos. De alguna manera, las juntas de vecinos deben estar relacionadas con las prácticas tradicionales del cabildo abierto que reunían al conjunto de los vecinos de un poblado para decidir sobre asuntos extraordinarios que rebasaban las atribuciones de los cabildos, casi siempre relacionados con contribuciones extraordinarias. Este tipo de reuniones fueron cayendo en desuso con la venta de los cargos municipales y el crecimiento de las villas y ciudades, aunque se mantuvieron en lugares pequeños.

## Chile
En Chile, las juntas de vecinos poseen personalidad jurídica propia, y pueden colaborar con las autoridades del Estado y de las municipalidades.
Las juntas de vecinos se constituyen y desarrollan sus funciones en una unidad vecinal, que corresponde al territorio, determinado en conformidad con la ley, en que se subdividen las comunas, para efectos de descentralizar asuntos comunales y promover la participación ciudadana y la gestión comunitaria.

### Conformación
Para ser miembro de una junta de vecinos se requiere tener, a lo menos, 14 años de edad y contar con residencia en la unidad vecinal respectiva.
Con la entrada en vigencia de la Ley N.° 20.500 se disminuyó el número de integrantes del directorio a tres (antes eran cinco) y se alargó el plazo de duración a tres años (antes eran dos), además se incluyeron varias incompatibilidades a funcionarios públicos para ejercer estos cargos. La anterior Ley N.° 19.418 no está derogada y ambas leyes propician la participación ciudadana en la gestión pública a través de cabildos, consultas ciudadanas, encuestas de opinión pública, etc.[cita requerida]
Para la correcta conformación de una Junta de Vecinos, la normativa vigente exige que deba quedar constancia de la voluntad de un número determinado de vecinos, cifra que dependerá de la cantidad de habitantes de la comuna:
- 50 vecinos en las comunas de hasta 10 mil habitantes.
- 100 vecinos en las comunas de más de 10 mil y hasta 30 mil habitantes.
- 150 vecinos en las comunas de más de 30 mil y hasta 100 mil habitantes.
- 200 vecinos en las comunas de más de 100 mil habitantes.

### Funciones
Las juntas de vecinos tienen por objeto promover la integración, la participación y el desarrollo de los habitantes de la unidad vecinal. Las principales funciones de las juntas de vecinos son, entre otras, las siguientes:
- Fomentar espacios de colaboración y armonía entre los vecinos.
- Colaborar con la limpieza de las calles.
- Colaborar con el municipio en temas de seguridad ciudadana.
- Ayudar de manera indirecta en la fiscalización de lugares de venta de alcohol.
- Colaborar en el desarrollo e/o implementación de planes de empleo para la comuna, entre otros que aumenten el bienestar de los vecinos.

### Cargos
Las juntas de vecinos tendrán, a lo menos, tres cargos titulares requeridos por ley: presidente, secretario y tesorero, quienes deberán ser mayores de 18 años, siendo estos escogidos por votación popular, directa y secreta de sus socios. Los otros cargos se ocuparán como lo dicten los estatutos de la junta de vecinos. Cada miembro durará tres años en su puesto, con posibilidad de reelección, y tendrán suplentes.
Cabe destacar que la ley, entendida como un marco amplio y general, no detalla una por una las funciones que competen a cada cargo. Sin embargo, es posible agrupar sus funciones y desde allí extrapolar a las tareas específicas de cada quien:
- Presidente: Toda la representación legal de la junta de vecinos ante la ley, las autoridades locales y otros estamentos públicos y/o privados. Ejemplo: Celebración de contratos legales; representación ante la ley por recursos de protección interpuestos por otros actores de su unidad vecinal; representación ante el Tribunal Electoral Regional en caso de impugnaciones y(o reclamaciones.
- Secretario: Todo aspecto administrativo de la junta de vecinos, en el entendido de que es quien administra los libros de socios y actas. Ejemplo: Citación de asambleas ordinarias y extraordinarias, las que habrán sido definidas previamente por el presidente; emisión de certificados de residencia; administración y custodia de los libros de socios y actas, con excepción de los libros contables, que maneja de manera exclusiva el tesorero.
- Tesorero: Todos los aspectos relacionados a los temas financieros de la junta de vecinos, tomando en consideración los activos no metálicos de esta.